# LTI. Язык Третьего рейха
LTI — Lingua Tertii Imperii: Notizbuch eines Philologen (с нем. — «LTI. Язык Третьего рейха. Записная книжка филолога») — книга немецкого писателя, филолога-романиста Виктора Клемперера, вышедшая в 1947 году. Книга состоит из 36 глав и посвящена языку национал-социалистов, особенностям словоупотребления и фразеологии в нацистской Германии.
Клемперер писал книгу в 1945—1946 годах, основываясь на своих дневниковых заметках, сделанных во время пребывания в еврейском гетто. Наблюдая за тем, какие слова и обороты употребляются в средствах массовой информации и объявлениях, он следил за тем, как меняются языковые привычки в обществе, как язык влияет на массовое сознание. Этот феномен получил латинское название Lingua Tertii Imperii, то есть «язык Третьего рейха». Сокращение LTI в названии уже является пародией на этот новояз: в Германии в период национал-социализма были очень употребительны сокращения типа BDM (Bund Deutscher Mädel), HJ (Hitlerjugend), DJ (Deutsches Jungvolk) и т. д.
В 2003 году по мотивам LTI вышел немецко-французский документальный фильм «Язык не врёт» (нем. Die Sprache lügt nicht, фр. La langue ne ment pas).
В 2022 году переиздана на русском языке. 